# 珠勒札斡鄂尔勒克
珠勒札斡鄂尔勒克（?—?），卫拉特蒙古土爾扈特部在16世紀時的首领。
珠勒札斡鄂尔勒克是卡尔梅克汗国创始人和鄂尔勒克的父亲。他的父親是贝果鄂尔勒克，祖父是玛哈齐蒙克，曾祖父是巴雅尔，高祖父苏赉。
他的后裔是清朝旧土尔扈特部和额济纳旗的札萨克。和鄂尔勒克第五子之后裔为西路旧土尔扈特旗；书库尔岱青第三子之后裔为额济纳旗、东路旧土尔扈特左旗、东路旧土尔扈特右旗；阿玉奇第二子（敦罗卜旺布的父亲）后裔为北路旧土尔扈特旗、北路旧土尔扈特左旗、北路旧土尔扈特右旗；敦罗布剌什第四弟后裔为南路旧土尔扈特右旗、南路旧土尔扈特中旗；敦罗布剌什第十弟后裔为南路旧土尔扈特左旗。
| 前任： 贝果鄂尔勒克 | 土尔扈特首领 16世纪晚期 | 繼任： 和鄂尔勒克 |